# Abaqulusi
Abaqulusi (officieel Abaqulusi Local Municipality) is een gemeente in het Zuid-Afrikaanse district Zululand.
Abaqulusi ligt in de provincie KwaZoeloe-Natal en telt 211.060 inwoners. Het gemeentebestuur is gevestigd in Vryheid.
Tussen 1884 en 1888 lag hier de toenmalige Nieuwe Republiek.

## Hoofdplaatsen
Het nationaal instituut voor de statistiek, Stats SA, deelt sinds de census 2011 deze gemeente in in 43 zogenaamde hoofdplaatsen (main place):
Abaqulusi NU • Bhobozana • Coronation • Draaiom Trust • Emadresini • Emdundubezini • Emhlangeni • Emvunyane • Esidakeni • Esigodini • Ezibomvu • Ezidulini • Hlobane • Itala • Kandaspunt • Kengolana • Kromellenboog • KwaMabona • KwaManyinyi • KwaMnyathi • KwaNgenetsheni • Loss • Louwsburg • Machanca • Mayime • Mkhonjane • Mondlo • Nceceni • Ngome • Ngotshe • Nkongolwane • Ntabebomvu • Purim Farm • Saint Paul • Shayandawo • Shilengeni • Sofaya • Squebezi • Telezeni • Umkhamba • Uqweqwe • Vaalbank • Vryheid.